# Rivière Van Stadens
La rivière Van Stadens est une rivière située dans la province du Cap oriental en Afrique du Sud. 

## Géographie
L'embouchure de la rivière est située à environ 30 km à l'ouest de Port Elizabeth. La rivière doit son nom à Marthinus van Staden, l'un des tout premiers agriculteurs de la région.
Sur le plan géologique, les bassins versants de la rivière Van Stadens sont principalement constitués de roches du milieu de l’ère paléozoïque qui ont aussi formé le massif de la montagne de la Table au Cap. Les bassins versants supérieurs et moyens sont caractérisés par des gorges abruptes. Le long de la rivière les concentrations en nutriments sont naturellement faibles, ceci étant le résultat de la topographie abrupte qui empêche toute activité humaine, comme l’agriculture qui perturberait les processus naturels. La Van Stadens Wild Flower Reserve, située en amont, a permis de maintenir ce faible apport en nutriments. L’estuaire de la rivière Van Stadens est de 0,52 km2 lorsque l’embouchure de la rivière est fermée et que le niveau d’eau est à sa hauteur maximale.
Le pont Van Stadens enjambe la rivière au niveau du Van Stadens Pass sur la route nationale N2. Juste en amont du pont, le chemin de fer Avontuur traverse la rivière sur un autre pont haut de 78 m.